# T-64
T-64（ロシア語: Т-64テー・シヂスャート・チトィーリェ）は、1960年代にソビエト連邦が開発した第2世代主力戦車である。

## 概要
T-64は、T-55に続いてソ連陸軍およびソ連の同盟国の主力戦車となるべく開発された車両である。一般的にソ連製兵器は大規模に供給するための高生産性と、前線での運用を容易にするために簡潔で堅実な構造で取り扱いが容易なことが求められるが、例外的に複合装甲、滑腔砲、自動装填装置など新技術を積極的に盛り込んでいるのが本車の大きな特徴である。
西側諸国に先駆けて近代戦車（第三世代相当）の技術的条件を備えた、当時としては非常に先進的な戦車であったが、それが開発と運用の難しさを招いたともいわれる。
ソ連の戦車としては例外的に、同盟国や友好国に輸出・供給されず、冷戦下のNATOに対する第一線正面装備として、旧東ドイツ駐留ソ連軍集団やハンガリー駐留の南部軍集団などに秘密裏に配備されていた。

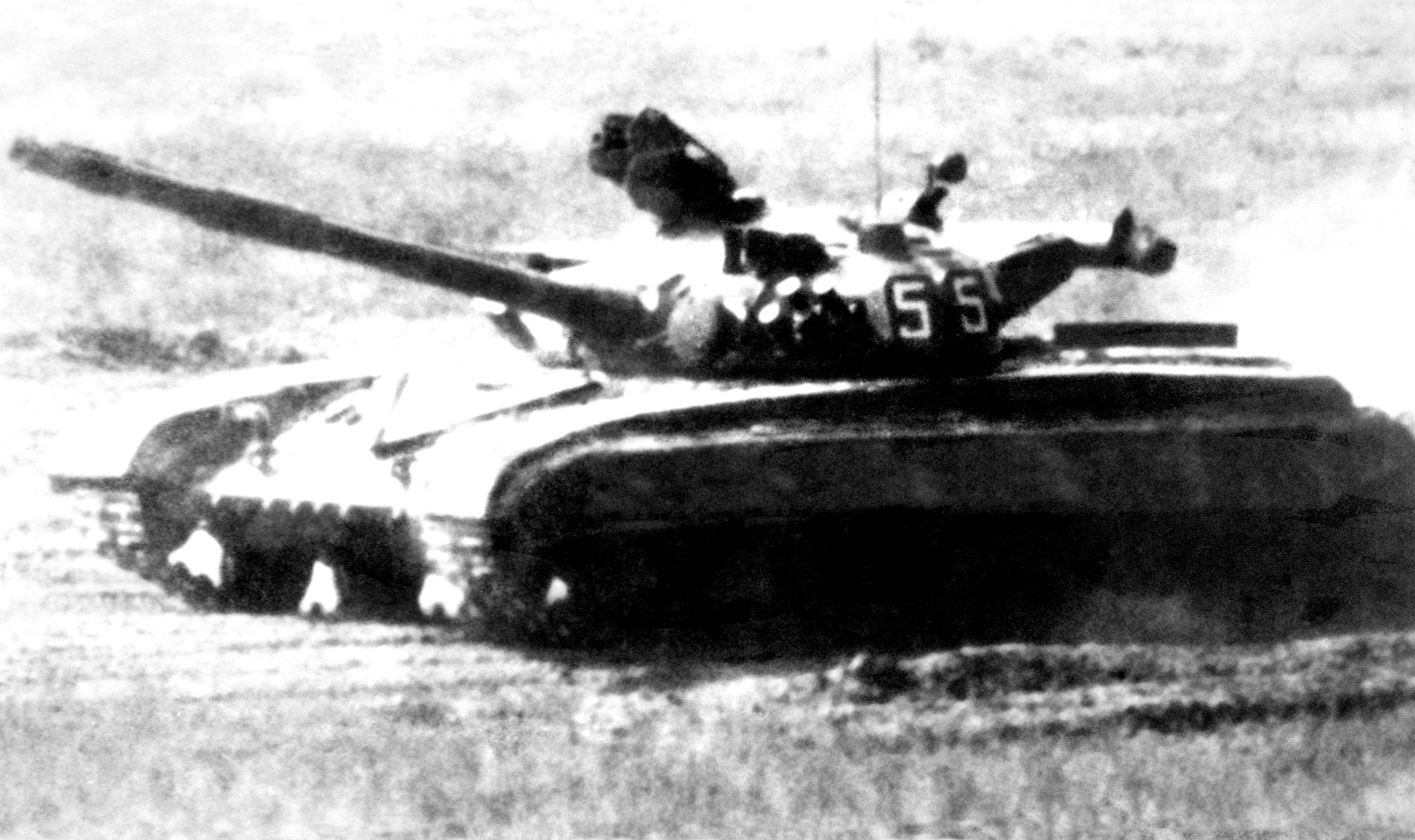
「Soviet Military Power」1984年版に掲載されたT-64の不鮮明写真

西側諸国に対しては長年情報が秘匿され、実物のT-64が西側報道関係者の前に姿を現したのは、配備から20年以上経過した1985年の対独戦勝40周年パレードのことあった。そのため、T-64は西側諸国では長らく「正体不明の新型戦車」とされ、「T-64はT-72の先行生産型である」「T-64は開発に失敗し、そのデータを基に開発された改良型がT-72である」などと誤解されていた。実際には、T-64の不調とコスト高を補うために、T-62など旧来の技術とT-64のスタイルを併せた『普及型』がT-72であった。
T-62が19,000両強、T-72が約22,000両生産されたのと比べるとT-64の生産数は劣るが、それでも1964年から1987年にかけて各型合わせて12,500両程度が量産された。ソビエト連邦の崩壊後もロシア連邦軍とウクライナ軍とで多数が使用され、ウズベキスタン軍でも少数が運用されているとされる。ウクライナのV・O・マールィシェウ記念工場では大幅な近代化改修型としてT-64BM ブラートが開発されており、2005年に17輌が納入されている。オプロートと共にウクライナの新しい主力戦車として配備される目算である。一方でロシアでは本車の開発・生産拠点がウクライナであり、消耗品の供給に難がある等の理由から、T-72のような積極的な近代化改修は行われず2017年に退役した。

## 開発
1950年代に入ると第二次世界大戦後の新型主力戦車として、第二次大戦中に開発されたT-44の発展型であるT-54/55が開発され、生産が軌道に乗っていたが、新世代の戦車砲として滑腔砲とそれにより運用されるAPFSDS（装弾筒付翼安定徹甲弾）の開発が始められ、これを搭載する次期新型戦車の開発も開始された。また、この新型砲システムをT-55に搭載し、改良したものがT-62である。
開発はアレクサンドル・モロゾフ技師の開発チームにより、ウクライナ共和国のハルキウ（ロシア語名：ハリコフ）に所在するハリコフ設計局で1958年より行われた。
原型である「オブイェークト430」は1960年に完成し、これはT-62の試作型であるオブイェークト165と同じく100mmライフル砲　D-54TS　を搭載している。照準装置には光像合致式（ステレオ式）測遠器を装備し、T-62までのソ連戦車に比べて格段に高い長距離戦闘を可能とした。続いて完成した二次試作車、「オブィエークト432」では主砲を115mm滑腔砲　D-68　とし、6ETs10（ロシア語：6ЭЦ10）型自動装填装置と耐弾複合装甲を装備していた。

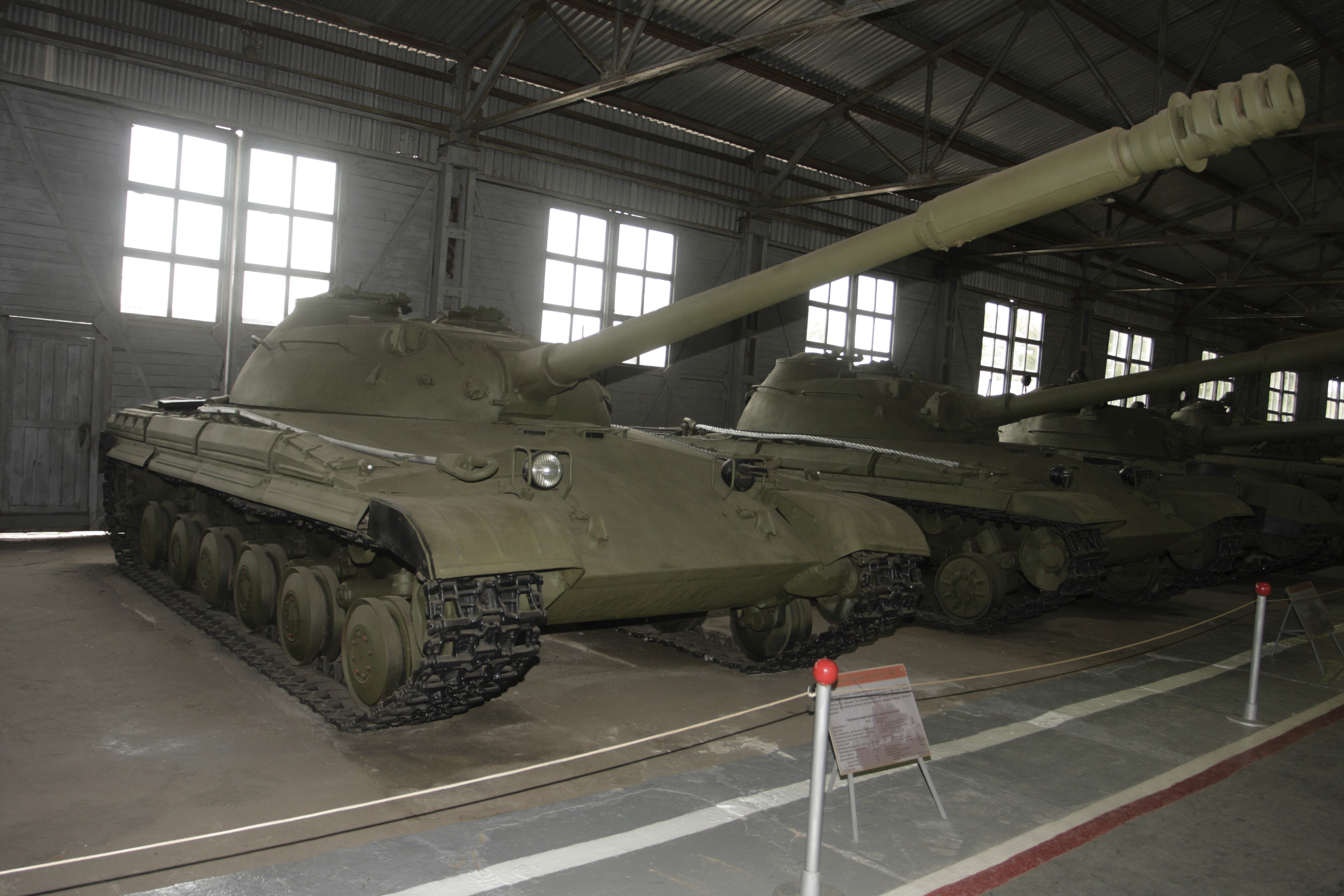
オブイェークト430
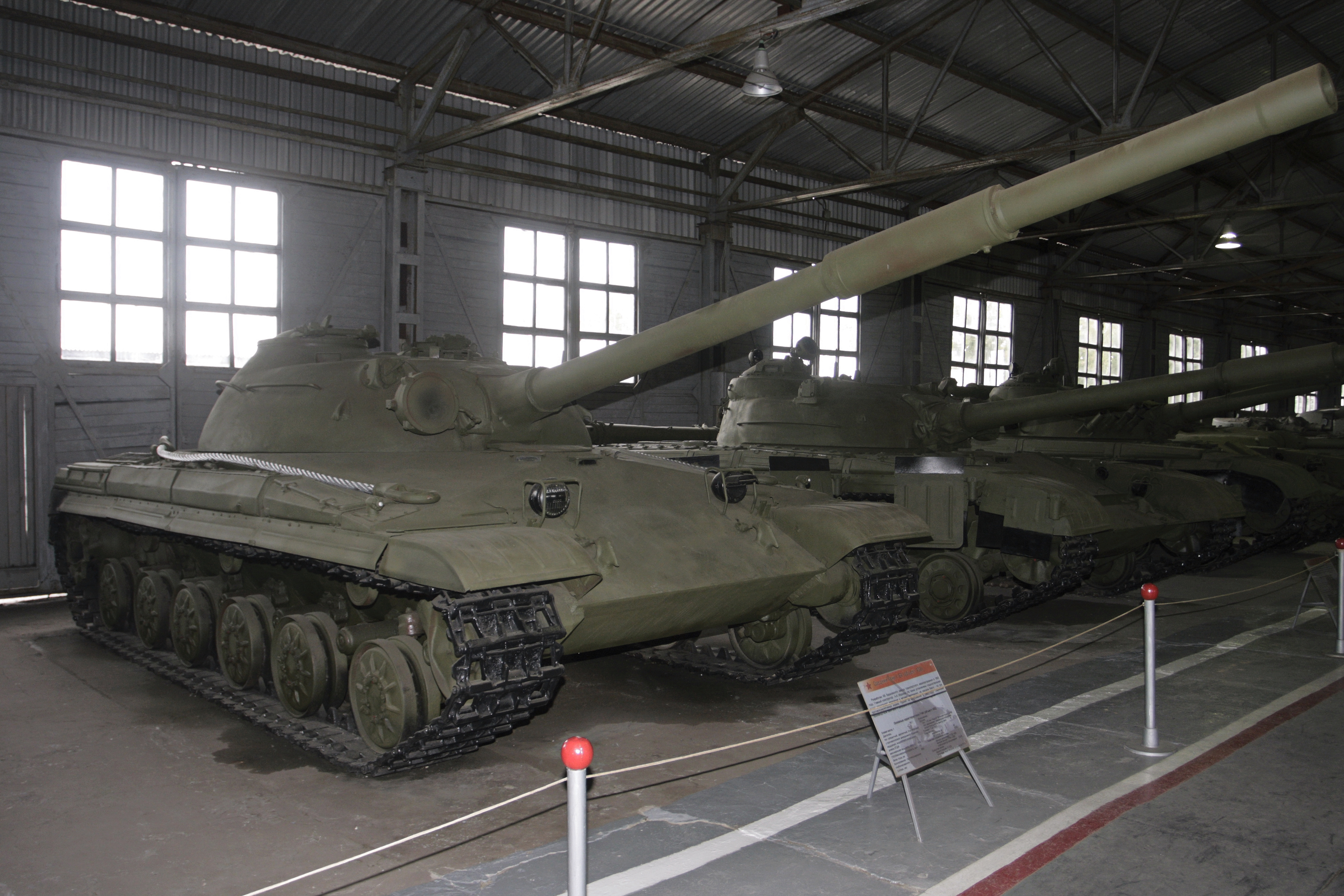
オブイェークト432

自動装填装置が採用されたことで装填手が廃され、乗員を一人減らしたことで戦車全体の車高を下げることに成功している。
1963年12月には「オブィエークト432」は　T-64として正式に採用され、量産が開始されることとなった。
1969年には主砲を115mm滑腔砲から2A26 125mm滑腔砲に換装し、T-64（オブィエークト432）で問題とされた点を改良した「オブイェークト434」が開発された。6ETs10型自動装填装置には構造上の欠陥があり、乗員を死傷させる事故を多発させたため、125mm砲用には新型の6ETs15（6ЭЦ15）型が採用された。
「オブイェークト434」はT-64Aとして正式採用され、以後の生産はT-64Aに移行した。
T-64A以降、前面下部に折りたたみ式の排土板を備えており、外側よりナットでロックを解除することで、垂れ下がる仕組みになっている。排土板を下ろして前進・後進を繰り返すことで土砂を掘り、遮蔽物として利用することができる。排土板はT-72以降のソ連戦車（また海外の派生型）にも、標準装備として引き継がれた。
T-64シリーズは1975年からはT-72と同じ2A46 125mm滑腔砲、1985年からは2A46M 125mm滑腔砲および6ETs40（6ЭЦ40）自動装填装置を装備するようになった。

尚、従来のT-64の主砲を2A46 125mm滑腔砲に換装する作業も行われ、この改修を受けた車両にはT-64Rの名称が与えられた。
T-64は新機軸を大規模に盛り込んだために設計･開発上の問題も多く発生し、実際の部隊運用に際してもいくつかの大きな問題を発生させたが、戦車の設計に新たな技術を大胆に盛り込むこと自体は大いに有意義であった、と結論され、その基本設計はT-80へと発展している。

## 比較
|          | T-14                                      | T-90                                      | T-80U                                                       | T-80                               |
| -------- | ----------------------------------------- | ----------------------------------------- | ----------------------------------------------------------- | ---------------------------------- |
| 画像     |                                           |                                           |                                                             |                                    |
| 世代     | 第3.5世代                                 | 第3世代                                   | 第3世代                                                     | 第3世代                            |
| 全長     | 10.8 m                                    | 9.53 m                                    | 9.55 m                                                      | 9.55 m                             |
| 全幅     | 3.5 m                                     | 3.78 m                                    | 3.6 m                                                       | 3.6 m                              |
| 全高     | 3.3 m                                     | 2.23 m                                    | 2.2 m                                                       | 2.2 m                              |
| 重量     | 55 t                                      | 46.5 t                                    | 46 t                                                        | 42.5 t                             |
| 主砲     | 2A82-1M 125mm滑腔砲                       | 2A46M/2A46M-5 51口径125mm滑腔砲           | 2A46M-1/2A46M-4 51口径125mm滑腔砲                           | 2A46M-1/2A46M-4 51口径125mm滑腔砲  |
| 装甲     | 複合+爆発反応+ケージ （外装式モジュール） | 複合+爆発反応+ケージ （外装式モジュール） | 複合+爆発反応 （外装式モジュール）                          | 複合+爆発反応 （外装式モジュール） |
| エンジン | 液冷4ストローク X型12気筒ディーゼル       | 液冷4ストローク V型12気筒ディーゼル       | ガスタービン or 液冷2ストローク 対向ピストン6気筒ディーゼル | ガスタービン                       |
| 最大出力 | 1,350 - 2,000 hp                          | 840 - 1,130 hp                            | 1,000 - 1,250 hp                                            | 1,000 - 1,250 hp                   |
| 最高速度 | 80 – 90 km/h                              | 65 km/h                                   | 70 km/h                                                     | 70 km/h                            |
| 懸架方式 | 不明                                      | トーションバー                            | トーションバー                                              | トーションバー                     |
| 乗員数   | 3名                                       | 3名                                       | 3名                                                         | 3名                                |
| 装填方式 | 自動                                      | 自動                                      | 自動                                                        | 自動                               |

|          | T-72                                | T-64                                                       | T-62                                | T-55                                | T-54                                |
| -------- | ----------------------------------- | ---------------------------------------------------------- | ----------------------------------- | ----------------------------------- | ----------------------------------- |
| 画像     |                                     |                                                            |                                     |                                     |                                     |
| 世代     | 第2.5世代 （B型以降第3世代）        | 第2.5世代                                                  | 第2世代                             | 第1世代                             | 第1世代                             |
| 全長     | 9.53 m                              | 9.2 m                                                      | 9.3 m                               | 9.2 m                               | 9 m                                 |
| 全幅     | 3.59 m                              | 3.4 m                                                      | 3.52 m                              | 3.27 m                              | 3.27 m                              |
| 全高     | 2.19 m                              | 2.2 m                                                      | 2.4 m                               | 2.35 m                              | 2.4 m                               |
| 重量     | 41.5 t                              | 36～42 t                                                   | 41.5 t                              | 36 t                                | 35.5 t                              |
| 主砲     | 2A46M/2A46M-5 51口径125mm滑腔砲     | 2A21 55口径115mm滑腔砲 2A46M 51口径125mm滑腔砲 （A型以降） | U-5TS（2A20） 55口径115mm滑腔砲     | D-10T 56口径100mmライフル砲         | D-10T 56口径100mmライフル砲         |
| 装甲     | 複合 （B型以降爆発反応装甲追加）    | 通常                                                       | 通常                                | 通常                                | 通常                                |
| エンジン | 液冷4ストローク V型12気筒ディーゼル | 液冷2ストローク 対向ピストン5気筒ディーゼル                | 液冷4ストローク V型12気筒ディーゼル | 液冷4ストローク V型12気筒ディーゼル | 液冷4ストローク V型12気筒ディーゼル |
| 最大出力 | 780 - 1,130 hp/2,000 rpm            | 700 hp/2,000 rpm                                           | 580 hp/2,000 rpm                    | 580 hp/2,000 rpm                    | 520 hp/2,000 rpm                    |
| 最高速度 | 60 km/h                             | 65 km/h                                                    | 50 km/h                             | 50 km/h                             | 50 km/h                             |
| 懸架方式 | トーションバー                      | トーションバー                                             | トーションバー                      | トーションバー                      | トーションバー                      |
| 乗員数   | 3名                                 | 3名                                                        | 4名                                 | 4名                                 | 4名                                 |
| 装填方式 | 自動                                | 自動                                                       | 手動                                | 手動                                | 手動                                |

## 運用と戦歴
ソ連時代のT-64はソ連軍にのみ配備され、輸出は一切行われなかった。また、1979年末からのアフガニスタン侵攻においても、T-64はアフガニスタンへ派遣されなかった。
1992年のトランスニストリア戦争においては、沿ドニエストル共和国軍が（おそらくは現地駐留ロシア軍から提供された）T-64をモルドバ政府軍との戦闘に使用している。
2014年に始まったドンバス戦争においては、ウクライナ政府軍が運用しているほか、親ロシア派武装勢力（ドネツク人民共和国およびルガンスク人民共和国）がT-64BVを運用しているのが確認できる。これらの武装勢力が運用しているT-64BVはロシア軍が供与したものか、ウクライナ政府軍から鹵獲したものなのかは不明。
2022年、ロシアのウクライナ侵攻に際して、ウクライナ陸軍はT-64を投入したが、多数の車両がロシア軍側に撃破されたり鹵獲されたこと。
また、ロシア軍側もモスボールしてきたT-64（他の旧型戦車も含む）を投入したことから、ウクライナとロシアの双方に運用されることとなった。ほぼ半世紀以上前の兵器であるが持ち前の125mm砲はロシア陸軍の主力戦車のT-90やT-72にも有効でありインターネットにはこれらの戦車と砲火を交えている動画が多数投稿されている。

## バリエーションおよび派生型
T-64
D-68/2A21 115mm滑腔砲を装備する最初の量産型。700 馬力の5TDFエンジンを装備する。1962年9月に完成、1963年10月に生産が始まり、1966年12月に正式採用された。数百輌がソ連軍に配備された。
T-64A
2A26/2A46/2A46M 125mm滑腔砲を搭載する派生型。長年にわたって生産され、年度により装備の異なるいくつかの派生型が存在する。
T-64AK
指揮戦車型。
T-64R
T-64をT-64A仕様に改修した型。1977年から1981年の間に多くのT-64がこの仕様に改修され、部隊配備された。
T-64B
2A46-2 125mm滑腔砲を搭載し、9M112 コブラ対戦車ミサイルを運用する。
T-64BK
指揮戦車型。
T-64B1
T-64Bの発展型。
T-64B1K
指揮戦車型。
T-64AM
T-64Aに1000 馬力の6TD-1エンジンを搭載した近代化改修型。
T-64AKM
T-64AKに1000 馬力の6TD-1エンジンを搭載した近代化改修型。
T-64BM
エンジンが700 馬力の5TDFから1000 馬力の6TD-1に強化されている。
T-64B1M
T-64BM仕様に改修されたT-64B1。
T-64BMK
T-64BM仕様に改修されたT-64BK。
T-64B1MK
T-64BM仕様に改修されたT-64B1K。
T-64BV
コンタークト1爆発反応装甲を装備した防御力向上型。
T-64B1V
T-64BV仕様に改修されたT-64B1。
T-64BVK
T-64BV仕様に改修されたT-64BK。
T-64B1VK
T-64BV仕様に改修されたT-64B1K。
BREM-64
装甲回収車型。
MT-T　エネーイ
装甲牽引車型。
KhTV-64
操縦訓練用戦車。砲塔部分に教官席が配置されている。

### ウクライナ製の派生型
T-64BM2
ウクライナで開発されたT-64Bの近代化改修型。コンタークト5爆発反応装甲、ゴム製サイドスカート、1A43U射撃管制装置、6AZ43ローダー、9K119 レフレークス対戦車ミサイルを装備する。エンジンは、850 馬力の5TDFMを搭載する。1999年に限定的な配備がされた。
T-64U
ウクライナで開発されたT-64Bの近代化改修型。T-84に準じた装備とされ、コンタークト5装甲、9K120 スヴィーリ対戦車ミサイル、1A45 イルトィーシュ射撃管制装置、TKN-4Sレーダーサイト、PZU-7サイト、TRN-4E ブラーンE暗視装置を装備している。エンジンも、1000 馬力の6TD-1に換装されている。T-64BM2と同様、1999年に限定的な配備がなされた。この量産型が後述のT-64BM ブラートの名で採用された。
T-64BM ブラート
ウクライナで開発されたT-64Bの近代化改修型。限定的な製造の行われたT-64BM2とT-64Uのうち、最終的に選択された後者の量産型で、T-64BMブラート、BMブラートなどとも呼ばれる。爆発反応装甲をコンタークト5からウクライナが独自に開発したニージュを搭載、1V528-1弾道計算機、1G46M射撃サイト、PZU-7サイト、PNK-5SRオプザヴェーション・サイティングシステム、などを装備する。エンジンは主に850 馬力の5TDFMを搭載し（オプションで1000馬力の6TD-1）、主砲もウクライナ国産のKBA-3に換装されている。2005年から配備が開始されている。
BMPV-64
ウクライナで開発された歩兵戦闘車型。なお、T-55の車体を用いた同じ仕様の車両も製造されている。
BMPTストラージュ
ロシア連邦軍のBMP-Tに倣った戦車支援戦闘車両で、T-64の車体にデュプレット無人砲塔を搭載している。

## ギャラリー

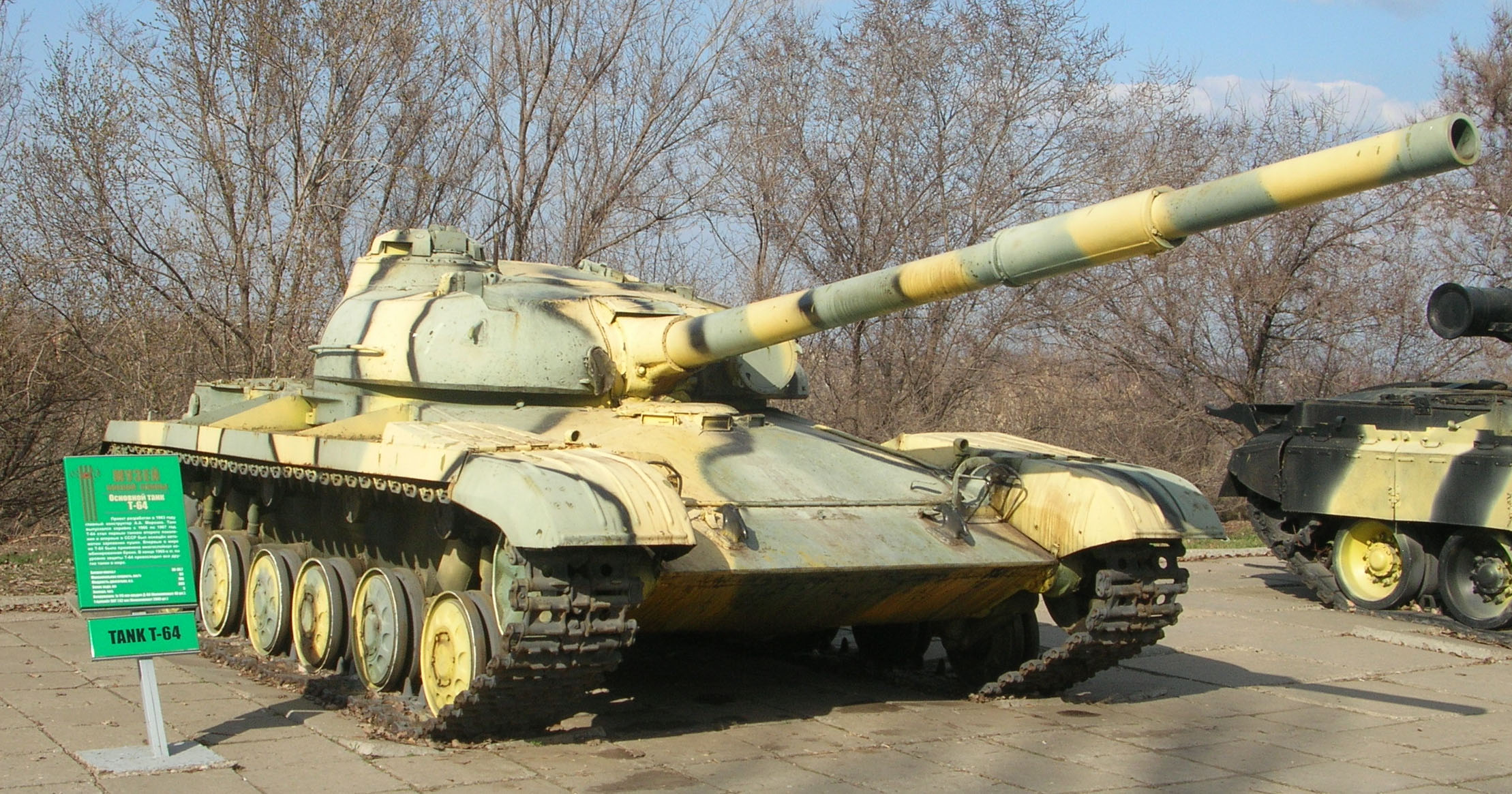
T-64
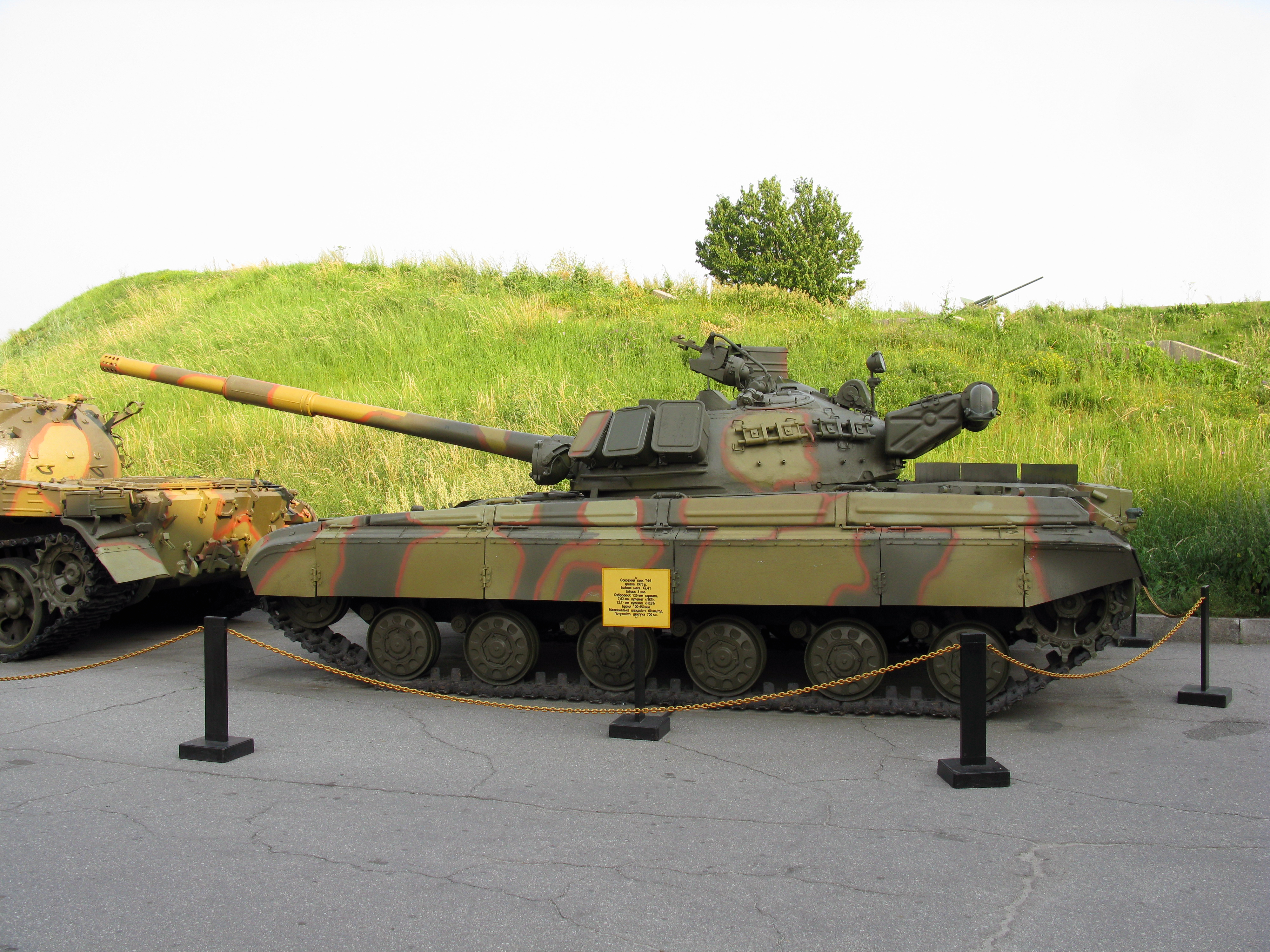
キエフの大祖国戦争歴史博物館に展示されるT-64A
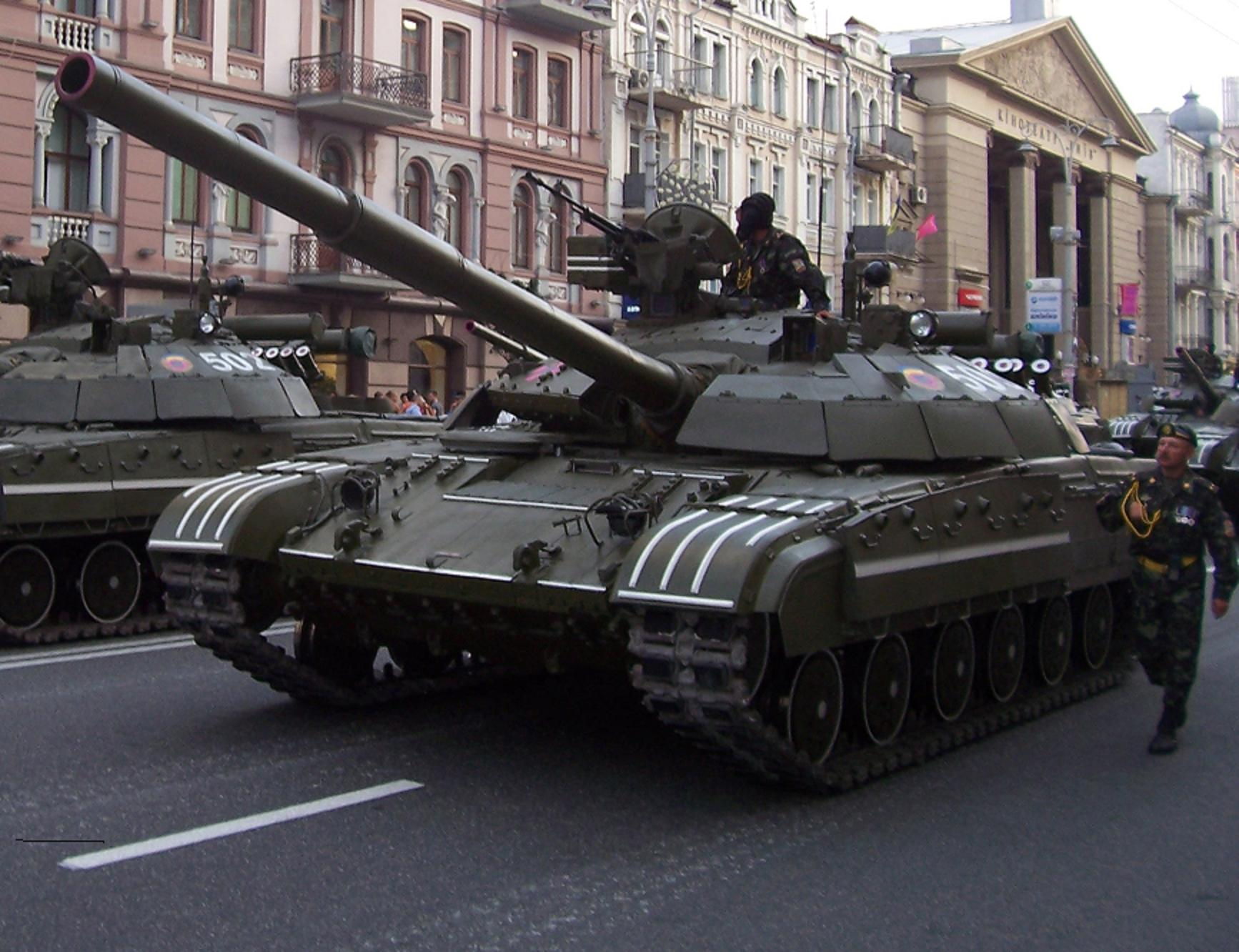
T-64 BM ブラート
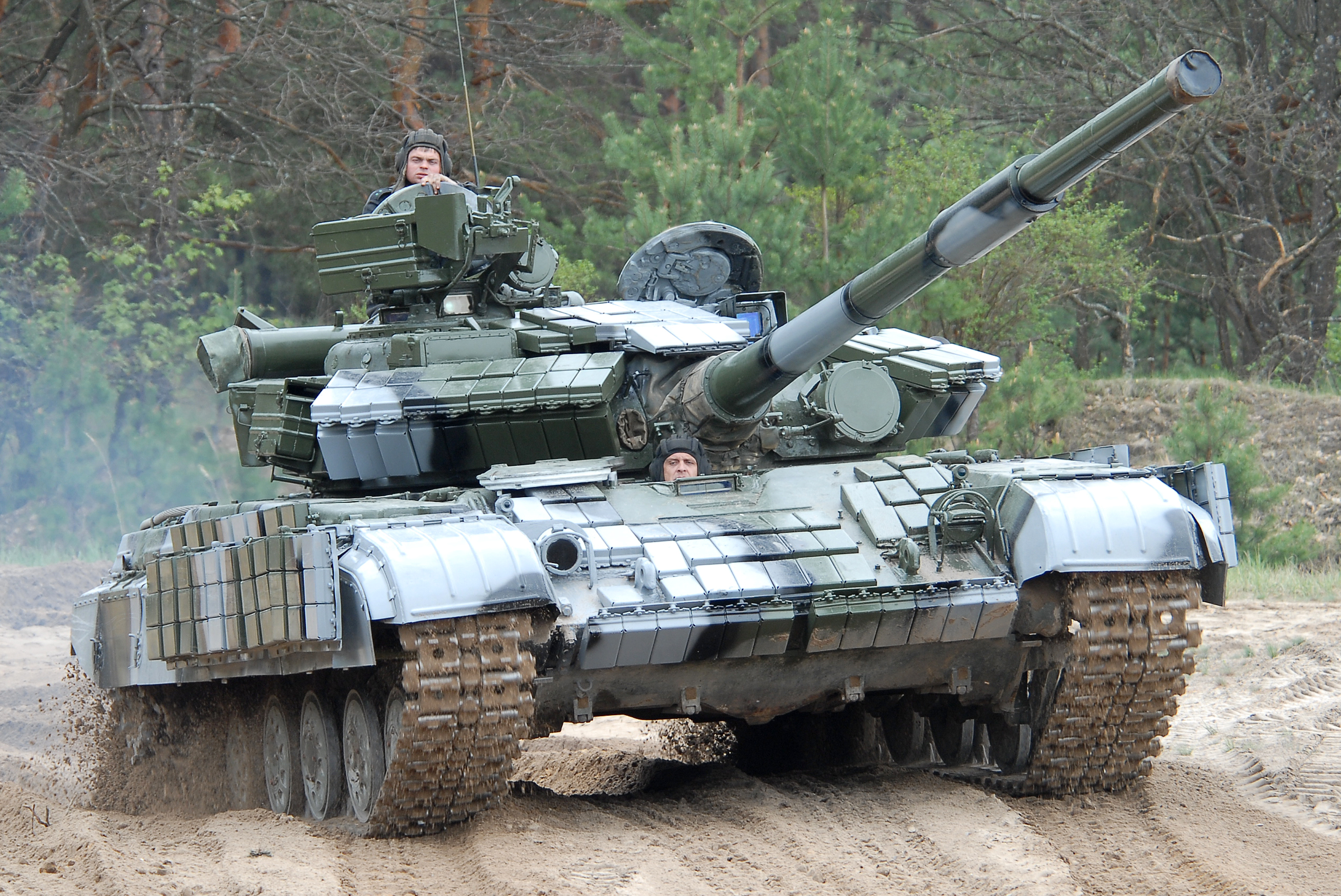
T-64BV
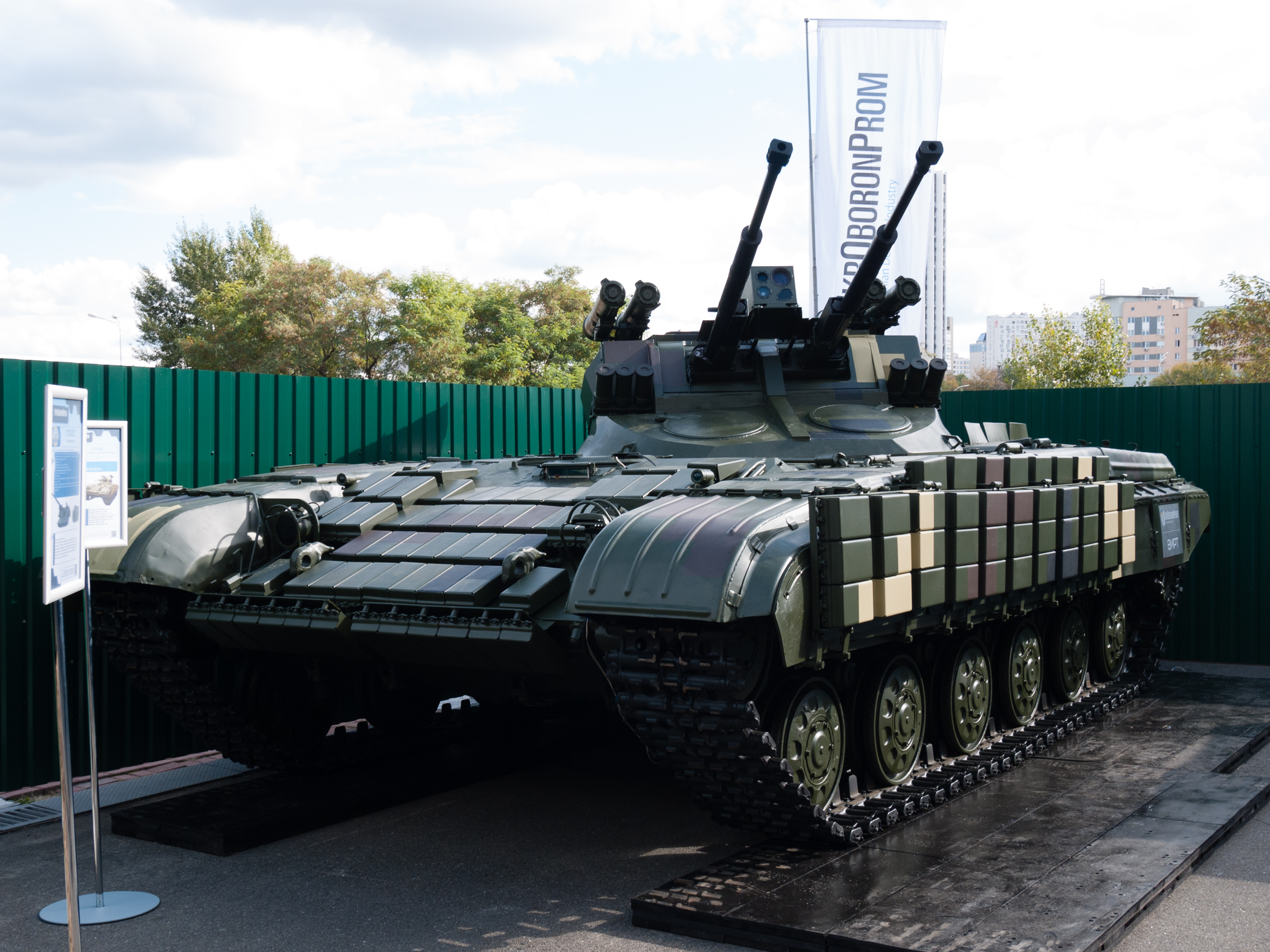
BMPTストラージュ
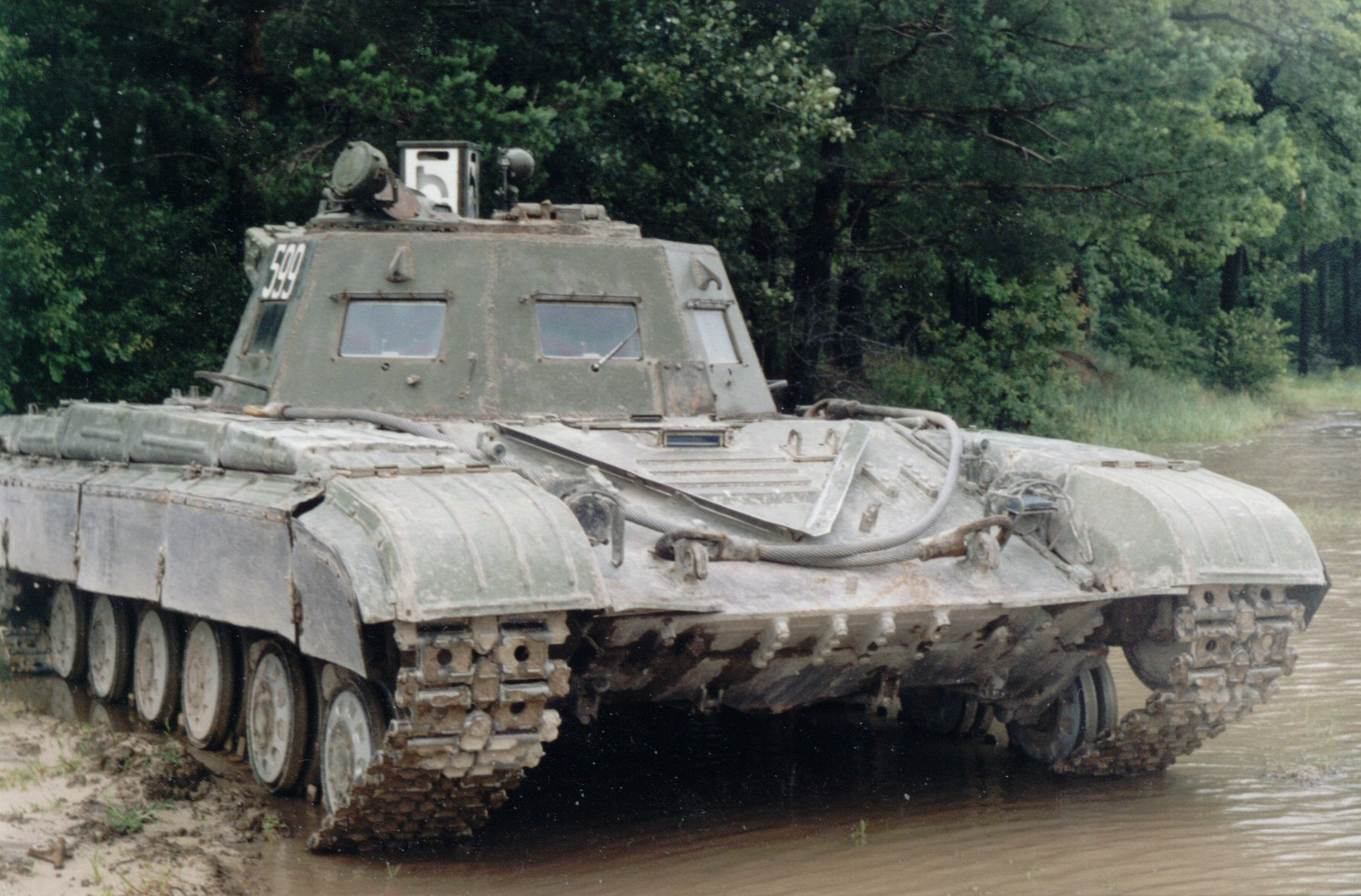
KhTV-64操縦訓練戦車。
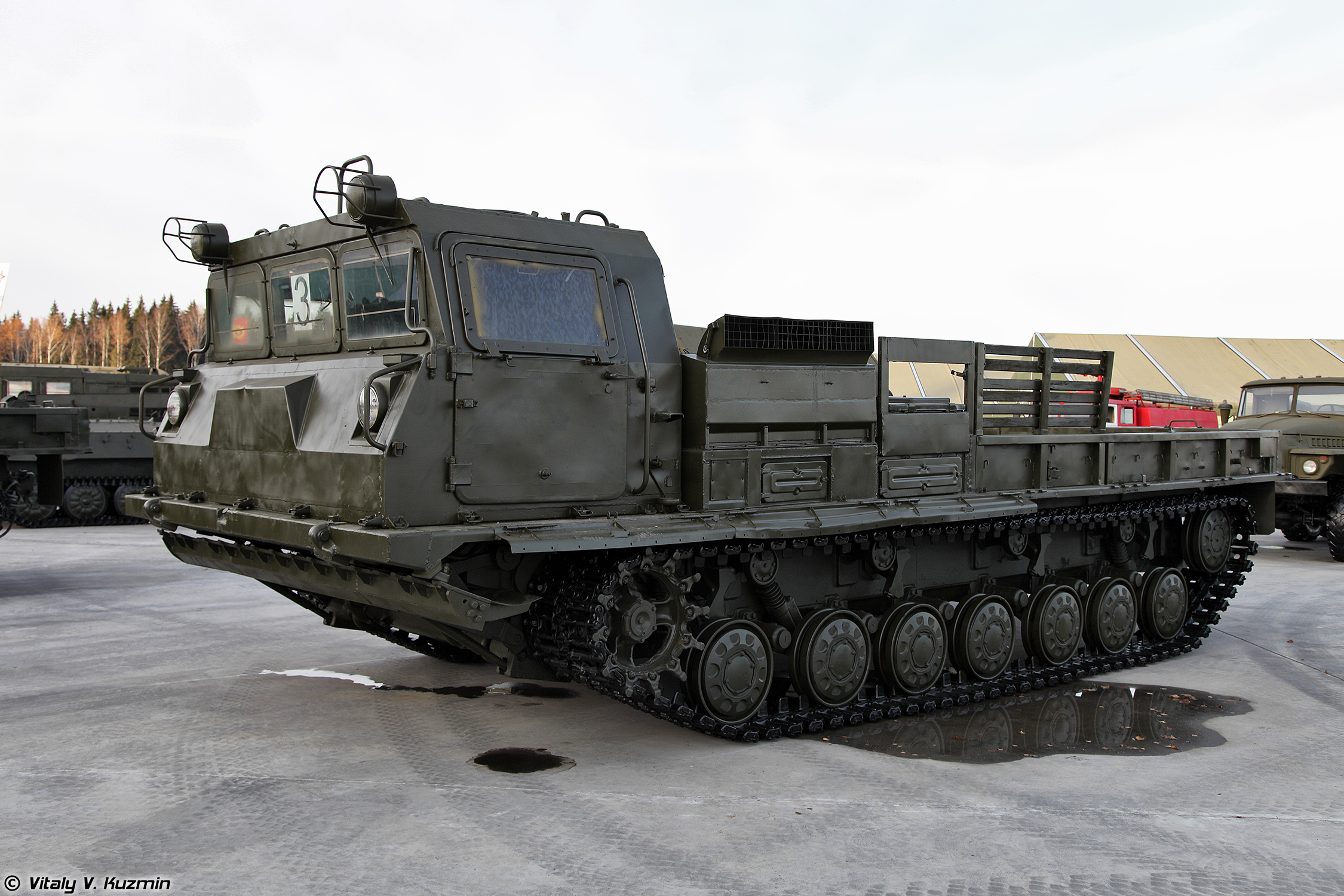
MT-Tエネーイ牽引車。
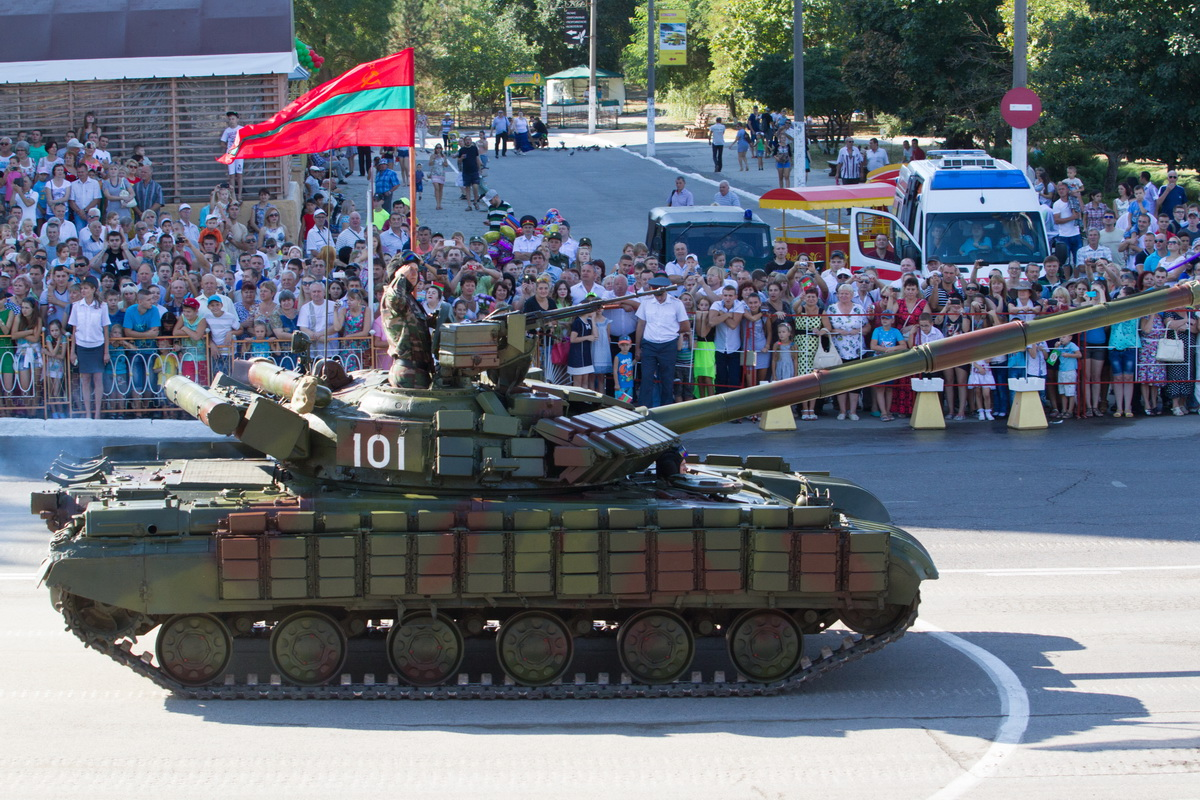
沿ドニエストル共和国（トランスニストリア共和国）軍のT-64BV。2015年9月2日の独立記念日パレードにて撮影。
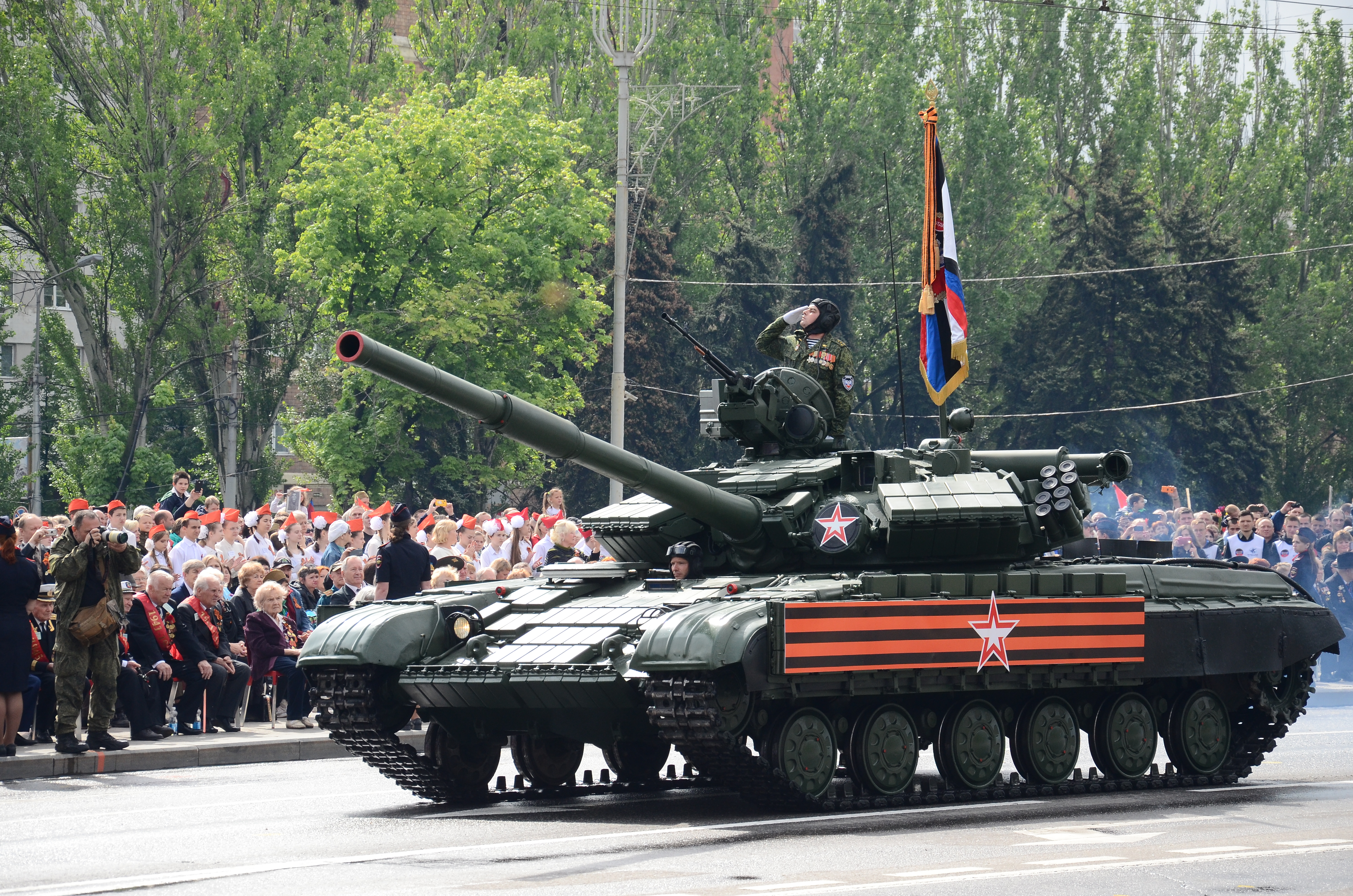
ドネツク人民共和国軍のT-64BV。ドネツクの2019年5月9日の対独戦勝記念パレードにて撮影。
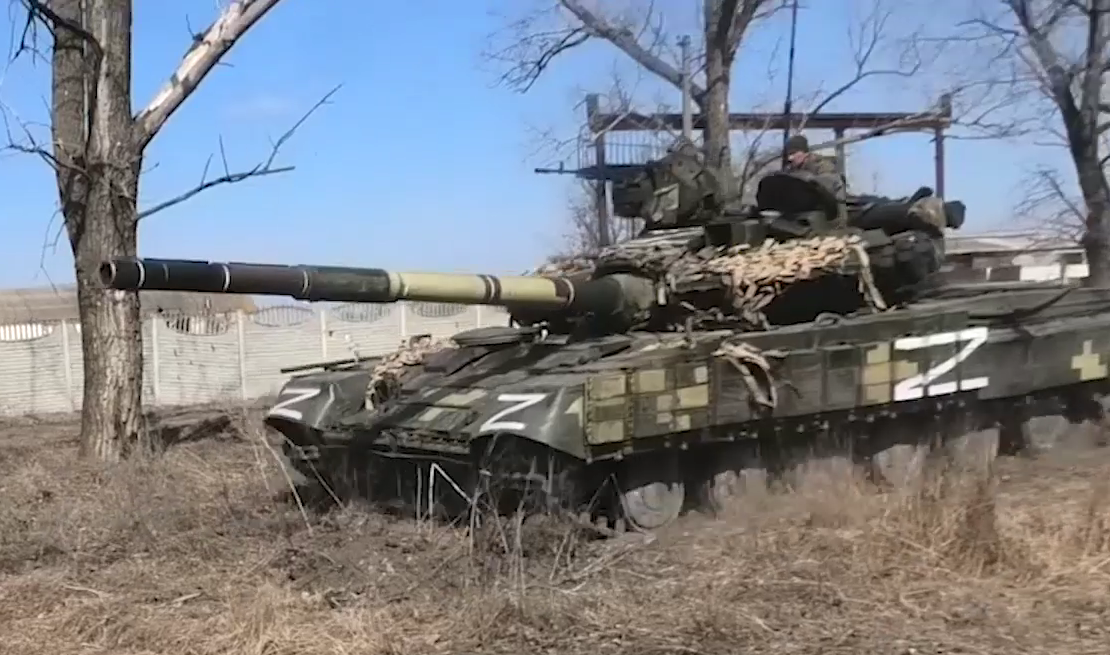
ルガンスク人民共和国軍のT-64BV。2022年3月16日撮影。車体側面と前面にはウクライナ軍車両との識別用に「Z」マークが描かれている。

## 運用している国と地域

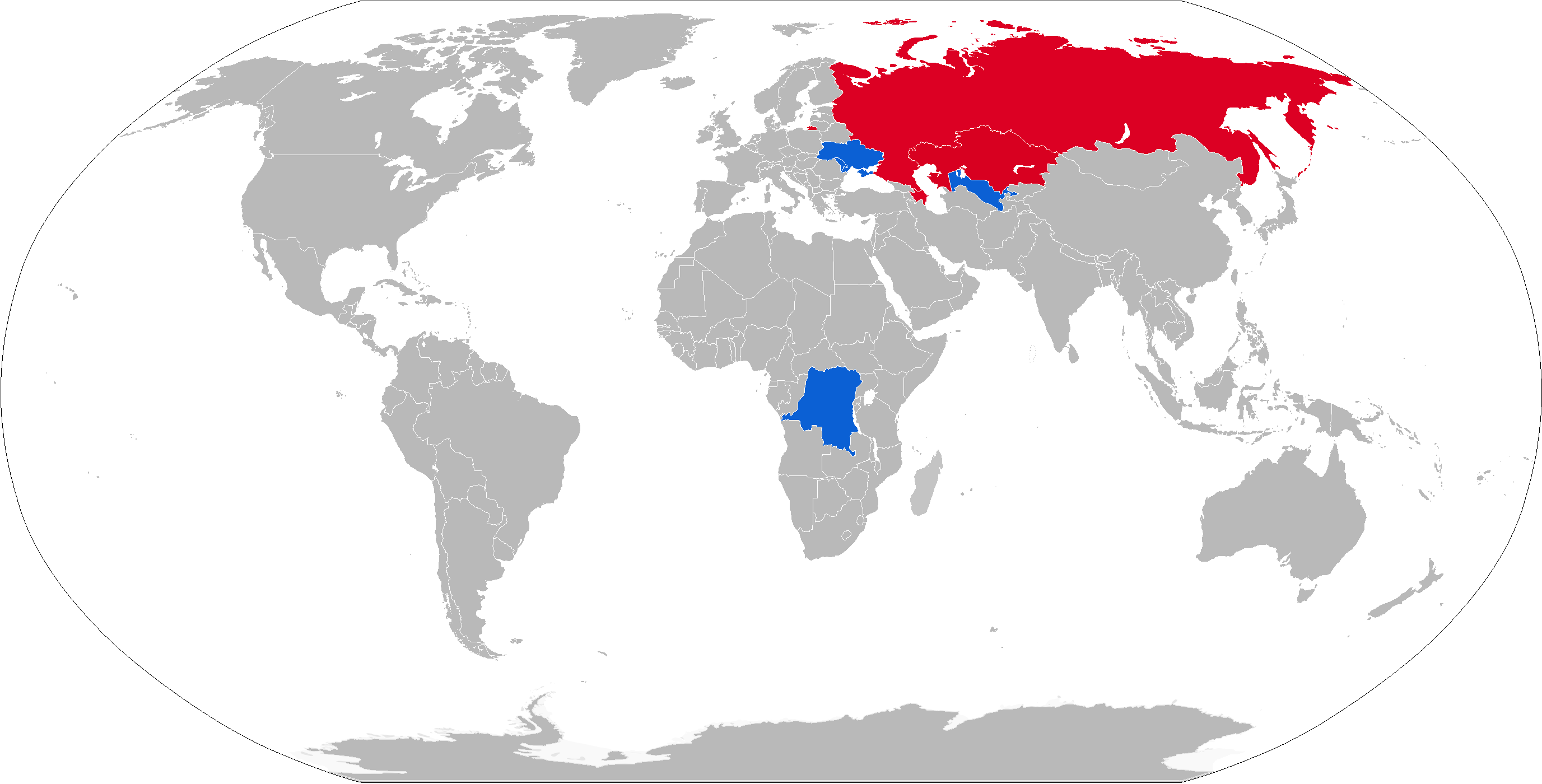
2020年時点でのT-64運用国

### 現用国
- ウクライナ:
  - ウクライナ陸軍 — 2019年現在で、720両のT-64/T-64BV/T-64BM（および予備役の578両のT-64）を保有[2]。
  - ウクライナ国家親衛隊 — 2019年現在で、T-64/T-64BV/T-64BMを保有[3]。
- ロシア — 2017年時点で、公式には2000両のT-64AおよびT-64B全車が予備役になっていた[4]。しかしながら、2014年以降ウクライナ領内の事実上のロシア軍占領地であった ドネツク人民共和国および  ルガンスク人民共和国はT-64B、T-64BV、T-64BMを保有および運用していたほか[5]、2022年ロシアのウクライナ侵攻によってウクライナ軍の運用する多数のT-64が鹵獲されたこと[6]、またロシアによるウクライナ4州の併合によってドネツクおよびルガンスクの部隊がロシア軍に編入されたことなどを受け、現役で運用されている。
- ウズベキスタン - 2020年から、T-64MVへの近代化改修を実施している[7]。2023年時点で、ウズベキスタン陸軍が100両のT-64B/MVを保有している[8]。
- コンゴ民主共和国 - 2020年現在で、25両のT-64BV1を保有[9]。

### 現用地域
- 沿ドニエストル共和国 — 2014年現在で、18両のT-64を保有[10]。

### 退役
- アゼルバイジャン — 2009年に100両のT-62、およびT-64が全車退役[11]。
- カザフスタン — 2011年に50の部隊から廃止された[12]。